# Willi Protsch
Willi Emil Protsch (* 9. Februar 1899 in Berlin; † 31. Oktober 1971 in Heidelberg) war ein deutscher Politiker (NSDAP) und paramilitärischer Aktivist.

## Leben und Wirken

### Jugend und Erster Weltkrieg
In seiner Jugend besuchte Protsch die Gemeindeschule. Anschließend wurde er in einer Werkzeugmacherei und in der Elektrobranche zum Elektromonteur ausgebildet.
Ab 1917 nahm Protsch eineinhalb Jahre als Kriegsfreiwilliger am Ersten Weltkrieg teil, in dem er mit dem Infanterieregiment 59 in Frankreich eingesetzt wurde. An der Front wurde er dreimal schwer verwundet und mit dem Eisernen Kreuz beider Klassen ausgezeichnet. Infolge seiner letzten Verwundung musste er mit zerschossenem Arm und Bein bis 1920 in einem Lazarett verbleiben. Während dieser Zeit engagierte er sich im Verband Nationalgesinnter Soldaten.

### Weimarer Republik
Nach dem Krieg ließ Protsch sich in Berlin nieder, wo er 1921 Botenmeister, zuerst in einem Zeitungs-, dann in einem Versicherungsbetrieb wurde, eine Anstellung, die er bis 1932/1933 behielt.
Politisch begann Protsch sich 1919 in der Völkischen Bewegung zu betätigen. Zum 23. September 1926 trat er in die NSDAP ein (Mitgliedsnummer 44.419), seine Familie (Vater, Mutter, zwei Schwestern und seiner Braut) schloss sich an. Da die Familie in der Bartelstraße gegenüber dem KPD-Hauptquartier im Karl-Liebknecht-Haus lebte, führte dies zu häufigen Auseinandersetzungen mit den Kommunisten. Ebenfalls 1926 wurde Protsch als einfacher SA-Mann Mitglied der Sturmabteilung (SA), dem Kampfverband der NSDAP, in dem er sich als erfolgreicher Hobbyboxer als Straßenkämpfer einen Namen machte („Der rechte Haken von Willy Protsch war als Nahkampfwaffe gefürchteter als eine Pistolenkugel“).
Um 1927 wurde Protsch als Mitglied des SA-Sturms 2 einer der ersten SA-Führer Berlins. Anfang 1931 wurde sein Sturm mit zwei weiteren Stürmen zum Sturmbann II/4 unter seinem Kommando zusammengefasst und bald danach in Sturmbann 4 umbenannt. Während seiner Zeit bei der SA knüpfte Protsch enge Freundschaft zu dem Hohenzollernprinzen August Wilhelm, der damals eine bedeutende Stellung in der SA innehatte.
Wegen eines Verstoßes gegen das Gesetz zum Schutze der Republik wurde Protsch aufgrund seiner politischen Aktivitäten mindestens einmal gerichtlich bestraft.
Anfang der 1930er Jahre wurde Protsch außerdem Bezirksverordneter des Bezirkes Weißensee.

### Zeit des Nationalsozialismus
Am Tag des Machtantritts der Nationalsozialisten am 30. Januar 1933 nahm Protsch an dem berühmten Fackelzug durch die Wilhelmstraße teil, mit dem die SA die Ernennung Adolf Hitlers zum Reichskanzler feierte.
Im März 1933 wurde Protsch als Abgeordneter in den Preußischen Landtag gewählt, dem er bis zur Auflösung dieser Körperschaft im Herbst 1933 angehörte.
Im August 1933 wurde der von Protsch geführte Sturmbann 4 zur Standarte 4 erhoben und Protsch als Führer der Standarte zum Standartenführer befördert. Diese Stellung behielt er mindestens bis zu den Ereignissen des Röhm-Putsches vom 30. Juni 1934 bei.
Infolge der Ereignisse des Röhm-Putsches begann Protsch sich von der NSDAP und der SA zu distanzieren. Um 1936 trat er in die Luftwaffe ein. In dieser wurde er zunächst als Offizier bei der Luftlandedivision in Diepholz bei Hannover eingesetzt, bevor er nach Berlin zurückkehrte, um im Reichsluftfahrtministerium zu arbeiten.
Während des Zweiten Weltkriegs nahm Protsch an der Besetzung Kretas 1941 und als Angehöriger des Stabes von Erwin Rommel am Afrika-Feldzug und später an der Verteidigung des Atlantikwalls teil.

### Nachkriegszeit
Zum Ende des Zweiten Weltkriegs wurde Protsch von den Alliierten gefangen genommen und in einem amerikanischen Internierungslager in Darmstadt festgehalten.
1950 ließ Protsch sich mit seiner Familie in Heidelberg nieder, wo er beim dortigen Finanzamt als Obersteuersekretär arbeitete.
Protsch starb, nachdem er 1971 von einer Straßenbahn angefahren wurde, als er sich während seiner Erholung im Krankenhaus eine Lungenentzündung zuzog.

## Familie
Aus Protschs Ehe mit Margarete Lau gingen fünf Kinder hervor, darunter der älteste Sohn Dieter Protsch, dessen Patenonkel Joseph Goebbels wurde, und der später eine erfolgreiche Laufbahn in der US-Armee einschlug, sowie der Anthropologe Reiner Protsch.